# 成顕寺
成顕寺（じょうけんじ）は、千葉県流山市駒木にある日蓮宗の寺院。山号は通法山。

## 概要
江戸川大学のすぐ隣に位置している。元々は金胎山道場寺と呼ばれる真言宗の寺院で、鎌倉時代には日蓮宗に改宗した際に現在の名に改められて現在地に移ったと言われている。古くは近隣にある諏訪神社の別当寺とされ、今でも諏訪明神（妙法諏訪霊王・鞍懸大龍王）を祀る信仰が伝わっている。寺紋は「立ち梶の葉」。

## 歴史
伝承によると、大同年間（806年～810年）に弘法大師の弟子である桂伝阿闍梨（けいでんあじゃり）が下総国戸張郷（現・柏市戸張）の沼地に潜伏する龍神を秘術を以って降伏させた後、お堂（道場寺、成顕寺の前身）を建てて龍神を「風早明神」として祀った。
建治年間（1275年～1278年）、日蓮の弟子・日朗が道場寺に属する2名の僧と法論を行った時、僧侶たちは負けて自害した結果、日蓮宗の寺院となって現在地に移されたと言われている。また別伝によると、龍神により疫病が流行した時、日朗は龍神を法華経によって改心させたところ、疫病は止み、地域の住民が日蓮宗に改宗した。そこで、日朗は龍神を「妙法諏訪大明神」と呼び改めた。日朗から御本尊を受けた大檀越の高市家がその土地に寺院を建てたのが成顕寺の始まりといわれている。
なお、諏訪神社の方も大同2年（807年）に高市皇子の後裔に当たる高階氏によって創建されたという由緒を持つ。また、1180年（治承4年）に源頼朝が松の木に鞍を掛けたことから龍神は「鞍懸（くらかけ）大龍王」と呼ばれるようになったという当寺にまつわる言い伝えも源義家（八幡太郎）が諏訪神社の境内で鞍を木に掛けたという伝承と酷似している。
神仏習合の時代、成顕寺は駒木諏訪神社の奥の院とされたが、明治初期の神仏分離令の影響で神社と寺院が分けられた。

## 境内

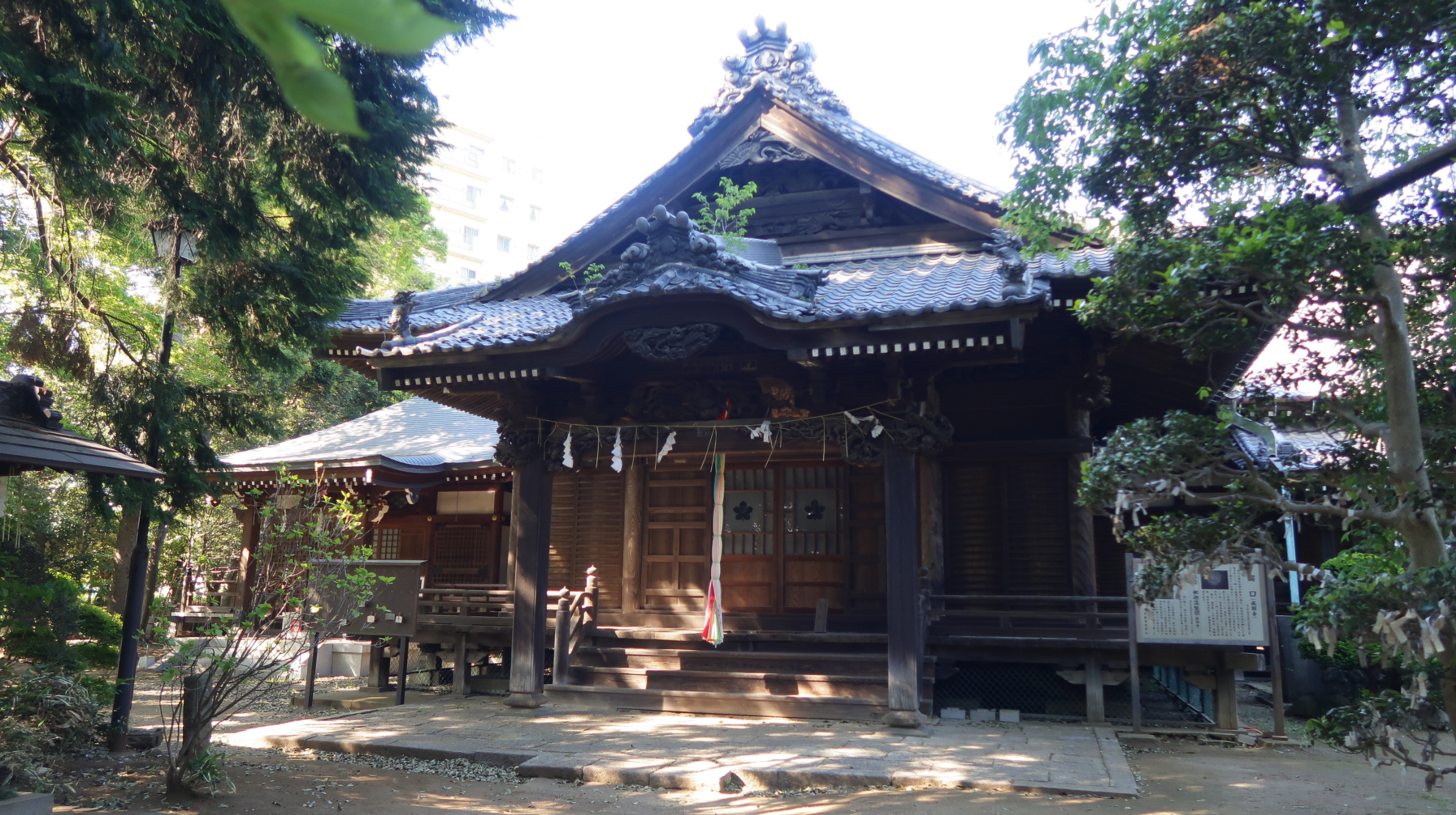
龍体の諏訪明神（鞍懸大龍王）を祀る龍王堂

- 本堂
- 龍王堂（龍王殿）

行基作と伝わる鞍懸大龍王像（諏訪霊像）が安置されている。日朗によって開眼されたと言われている。
- 福聚堂（大黒堂）
- 七面大明神
- 弁天堂

当寺に祀られている弁才天は流山七福神の一つに数えられる。
- 稲荷堂
- 水神舎
- 釈迦堂会館
- 流山人形供養の碑

## 文化財
- 鰐口（流山市指定有形文化財 第3号）

龍王堂正面にある鋳銅製の大型（直径90センチ）鰐口。文政7年（1824年）年在銘。1980年に指定。
- 紙本著色釈迦涅槃図（流山市指定有形文化財 第25号）

1760年（宝暦10年）、成顕寺第19世・妙宇院日性の時、日暮東雲という人物が描いた涅槃図。1990年に指定。

## 年中行事
- 新年祈祷会（1月1日～3日）
- 諏訪大明神小祭（1月23日）
- 節分会（2月3日）
- 初午法楽祭（2月初午日）

稲荷神の縁日。
- 釈尊涅槃会（2月15日）
- 釈尊降誕会（4月8日）
- 大黒天神法楽大祭（春の甲子の日）

大黒天の縁日。
- 諏訪大明神小祭（5月23日）
- 大施餓鬼会（8月16日）
- 諏訪大明神大祭・諏訪霊王大祭（8月22日・23日）

諏訪明神の正当の縁日。同日に諏訪神社の神幸祭と例祭が行われる。22日の夕方には諏訪神社を出発し成顕寺に到着する萬灯練行列がある。
- 宗祖御報恩会（10月13日）

日蓮宗の宗祖・日蓮の命日にあわせて行われる法要。

## 交通アクセス
- 東武鉄道野田線 豊四季駅より徒歩約15分
- 首都圏新都市鉄道つくばエクスプレス・東武鉄道野田線 流山おおたかの森駅より徒歩約25分
- JR常磐線・東武鉄道野田線 柏駅より

東武バス「国立がん研究センター」行き・「県民プラザ」行き・「柏の葉キャンパス駅西口」行き・「高田車庫」行きで「梅林」停留所下車、徒歩約8分
- 首都圏新都市鉄道つくばエクスプレス 柏の葉キャンパス駅西口より

東武バス「柏駅西口」行きで「梅林」停留所下車、徒歩約8分